# ペルシア式カナート
ペルシア式カナート（ペルシアしきカナート）は、イランの世界遺産の一つである。紀元前のペルシアで生まれ、世界に伝播していった地下水路カナートは現代のイランにも数多く残るが、その中でも技術や立地の点で代表的と見なされる11か所のカナートを対象とする世界遺産である。

## カナート

カナートの模式図

後述の#登録経緯や#登録基準の背景になる点を中心として、カナートについて概説する。
カナートは山麓に母井戸を掘り、水平に近いなだらかな勾配で横坑を延ばしていき、離れた地域に水を供給するシステムである。その掘削には測量が必要不可欠であり、その技術が洗練されていった。横坑を延ばす際に通気のためや作業のために多くの縦坑を空けることになるので、上空から見ると点状に縦坑が連なって見える。
カナートは古代ペルシアで生まれたとされ、その始まりは紀元前2000年とも言われるが、正確な起源は不明である。カナートについての最古の言及とされるのが、紀元前714年の事跡に関する楔形文字の記録である。それには、アッシリアのサルゴン2世がウラルトゥに遠征した際、オルーミーイェでの攻撃の一環で、何らかの用水路と思しき構造物の出口を破壊した旨が記載されており、これがカナートのことであろうと考えられている。
カナートはアラビア語だが、そもそも大元の語源が何であるかは確定していない。アッカド語やヘブライ語で「葦」を意味していた言葉が変化したとする説や、もともとペルシア語だったものがアラビア語に入ったとする説などがある。ペルシア語ではカレーズ（kariz, カーリーズ）であり、イラン東部やアフガニスタンなどではこの語が使われる。カナートは更に東にも伝播し、中華人民共和国の新疆ウイグル自治区の坎児井（カンアルチン）などと呼ばれる用水路も、大元はイランから伝播した技術と推測されている。韓国の萬能洑（マンヌンボ）や日本のマンボも類似の用水路だが、日本のマンボの起源については、カナートとの類似性に注目してトルファン経由で伝播したと見る説と、カナートとの差異に注目して日本で独立して生み出されたとする説がある。
また、イランより西にも伝播した。オマーン周辺へは、ペルシアの勢力が及んだ紀元前6世紀頃に伝播したと考えられており、「ファラジ」（複数形アフラジ）と呼ばれている。「オマーンの灌漑システム、アフラジ」（オマーンの世界遺産、2006年登録）、「アル・アインの文化的遺跡群（ハフィート、ヒーリー、ビダー・ビント・サウドとオアシス群）」（アラブ首長国連邦の世界遺産、2011年登録）という2件のアフラジ関連遺産が、ペルシア式カナートより先に世界遺産に登録されている。また、降水に恵まれるレヴァントでは、あまりカナートは発達しなかったが、パレスチナの世界遺産であるバティールの農業景観は、カナートと結びついている。
北アフリカにはアラビア人を介してイスラームとともに伝播し、フォガラと呼ばれるその用水路は、リビア、アルジェリア、モロッコなどに見られる。旧市街がモロッコの世界遺産になっているマラケシュも、カナートによって発達した都市である。
カナートの技術はウマイヤ朝の拡大によってイベリア半島にも伝播した。スペインの首都マドリードも、元はカナートによって開かれた町である。「トラムンタナ山脈の文化的景観」（スペインの世界遺産、2011年登録）の農業景観も、カナートと結びついている。ヨーロッパではドイツやボヘミアにも伝播したが、何よりもスペインでの定着は、大航海時代を経てアメリカ大陸への伝播をもたらした。
イランの分も含めた、世界中にあるカナートの総数は5万とも言われる。そのうち、発祥地となったイランに残るカナートの数は37,000以上あるいは約4万と言われ、2010年代半ばの時点で稼動中なのは25,000とされる。カナートはテヘラン、ヤズド、エスファハーンといった主要都市を育んだだけでなく、古代にあってはペルシア帝国の成長を支えた。また、民俗とも結びつき、「カナートの結婚」という儀式が残る地方もある。これはカナートの水が涸れないように、未亡人の中からカナートの妻を選び、婚礼を含む祭事を挙行するものである。これは単なる伝統行事としてだけでなく、社会福祉としての側面も指摘される。というのは、妻に選ばれた未亡人は、対価として報酬を受け取り、最低限の生活保障がなされるからである。

## 登録経緯
ペルシア式カナートの世界遺産の暫定リストへの記載は2007年8月9日のことで、正式な推薦は2015年初頭に行われた。推薦を踏まえ、文化遺産の諮問機関である国際記念物遺跡会議 (ICOMOS) は、同年9月9日から18日に専門家を派遣して現地調査を実施した。このときに派遣されたのが日本の山内和也だった。ICOMOSはこの現地調査や、イラン当局から追加で提出された書類なども踏まえた上で、「登録延期」を勧告した。
ICOMOSは、前述のように、イラン以外のカナートそのものを対象とする遺産や、カナートによる農業景観がいくつも登録されていることから、なおもカナートが登録されるべきという価値の証明が不十分とした。関連して、37,000以上あるカナートのうち、推薦された11件が本当に代表的なカナートと言えるのかも十分に示されておらず、構成資産や対象範囲の再考も求めた。
しかし、第40回世界遺産委員会ではペルシア式カナートに対して、委員国から好意的な意見が相次いだ。そして、ICOMOSの勧告にもかかわらず、疑いなく顕著な普遍的価値を持つと主張する委員国も現れ、議論の結果、逆転での登録が認められた。イランは同じ年に認められたルート砂漠と合わせて世界遺産を21件とし、アジアでは単独3位の保有件数となった（前年は日本と同数で3位）。

### 登録名
この物件の正式登録名は 英語: The Persian Qanat および フランス語: Le qanat perse である。その日本語名は以下のように揺れがある。
- ペルシャ式カナート - プレック研究所[1]ほか[31]
- ペルシアのカナート - 世界遺産検定事務局[32]
- ペルシャのカナート - 古田陽久・古田真美[33]ほか[34][35]
- イランの地下水路カナート - 日本ユネスコ協会連盟[36]

## 登録基準
この世界遺産は世界遺産登録基準のうち、以下の条件を満たし、登録された（以下の基準は世界遺産センター公表の登録基準からの翻訳、引用である）。
- (3) 現存するまたは消滅した文化的伝統または文明の、唯一のまたは少なくとも稀な証拠。

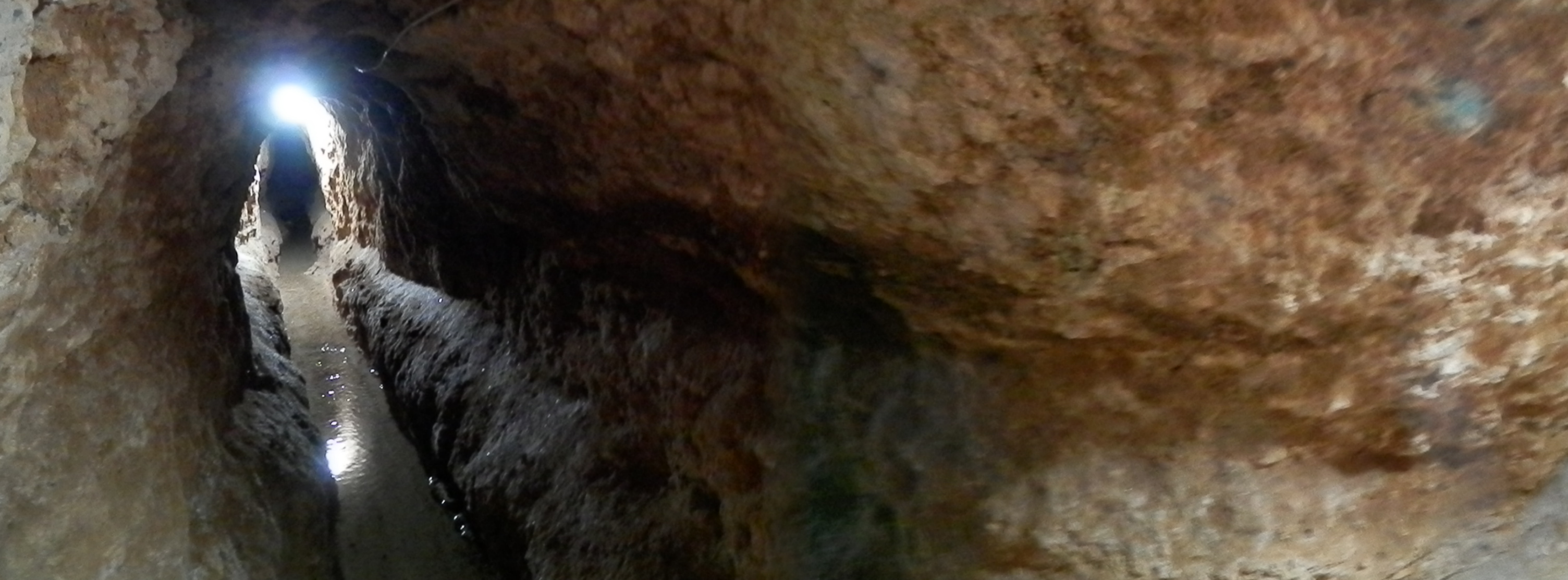
エスファハーンのカナート内部

  - 世界遺産委員会はこの基準の適用理由を、「ペルシア式カナートは、過去の偉業と歴史的ソリューションが歴史的層序を形成している。様々な文明の形成においてその存廃を左右したカナートの役割があまりにも広範なので、イラン砂漠高原におけるその文明の基盤は『カナート（カレーズ）文明』と呼ばれている」等とした[37]。

- (4) 人類の歴史上重要な時代を例証する建築様式、建築物群、技術の集積または景観の優れた例。
  - 世界遺産委員会はこちらの基準については、「ペルシア式カナートは、世界の乾燥・半乾燥地域での人類の定住史における重要な段階を例証する技術的集積体の、顕著な例である」[37]とし、カナートが「乾燥・半乾燥地域では砂漠様式の建築・景観の創出に繋がった。そこにはカナートそれ自体だけでなく、貯水池、水車、灌漑システム、傑出した砂漠庭園、都市・農村の砂漠建築といった、関連する構造物群も含む」[37]等とした。

## 構成資産
以下に構成資産の概要を示す（緩衝地域の*印は、全く同じ範囲を共有していることを示す）。なお、特記事項は、推薦された際にどのような点で代表的とされたのかを指す。
| ID       | 名称                      | 所在地                                  | 成立時期           | 面積(ha) 下段は緩衝地域 | 長さ(km) | 井戸の数 | 特記事項                                             |
| -------- | ------------------------- | --------------------------------------- | ------------------ | ----------------------- | -------- | -------- | ---------------------------------------------------- |
| 1506-001 | Qasabeh Gonabad           | ラザヴィー・ホラーサーン州 ゴナーバード | 00紀元前3 -4世紀頃 | 4,492 (25,805)          | 13       | 0222     | 母井戸の深さは200 mで、最も深い。                    |
| 1506-002 | Qanat of Baladeh          | 南ホラーサーン州 フェルドゥース         | 1600年             | 2,757 (19,321)          | 19       | 0153     | 伝統的技術と管理システムの結びつきを示す。           |
| 1506-003 | Qanat of Zarch            | ヤズド州 ヤズド                         | 1200年から1300年   | 3,984 (125,162)         | 80       | 言及なし | 長さ80 km は、記録上では一番。                       |
| 1506-004 | Hasam Abad-e Moshir Qanat | ヤズド州 ヤズド                         | 1400年             | 2,759 (121,662)         | 40       | 1330     | 世界遺産になっているパフラヴァンプール庭園」を潤す。 |
| 1506-005 | Ebrahim Abad Qanat        | マルキャズィー州 アラーク               | 1000年 - 1200年    | 1,238 (23,655)          | 11       | 0311     | カナート清掃が儀式・祭事と結びつく。                 |
| 1506-006 | Qanat of Vazvan           | エスファハーン州 エスファハーン         | 1200年             | 0005 (29,631)           | 1.8      | 0064     | 水が十分な時に調整する地下機構が備わる。             |
| 1506-007 | Mozd Abad Qanat           | エスファハーン州 メイメ                 | 0600年             | 3,636 (29,631)          | 18       | 0615     | 006と同じ地下機構を3つ持つ。                         |
| 1506-008 | Qanat of the Moon         | エスファハーン州 アルデスタン           | 0578年             | 0005 (3,047)            | 3        | 0030     | 二層の坑道を備える。                                 |
| 1506-009 | Qanat of Gowhariz         | ケルマーン州 ジューパール               | 0600年             | 0151 (2,980)            | 3.560    | 0129     | 運河を利用した配水機構を持つ。                       |
| 1506-010 | Ghasem Abad               | ケルマーン州 バム                       | 20世紀初頭         | 0015 (80*)              | 9.84     | 0025     | 世界遺産「バムとその文化的景観」の一部。             |
| 1506-011 | Akbar Abad                | ケルマーン州 バム                       | 20世紀初頭         | 0015 (80*)              | 4.811    | 0033     | 世界遺産「バムとその文化的景観」の一部。             |